# Chordodes montgomeryi
Chordodes montgomeryi är en tagelmaskart som beskrevs av Lorenzo Camerano 1901. Chordodes montgomeryi ingår i släktet Chordodes och familjen Chordodidae. Inga underarter finns listade i Catalogue of Life.